# Erk (Heves)
Erk est un village et une commune du comitat de Heves en Hongrie.